# 吉良持長
吉良 持長（きら もちなが）は、室町時代前期から中期にかけての武士。後期東条吉良（下吉良）氏3代当主。三河国東条城主。
吉良朝氏の子として誕生。元服時に室町幕府4代将軍・足利義持より偏諱を受けて持長と名乗ったと考えられている。
永享10年（1438年）の永享の乱の際、次男・頼高は鎌倉公方・足利持氏に味方して戦功があったが、父である持長も持氏の反幕府の計画に加わっていたらしい。このため、永享の乱や結城合戦で持氏一族や持氏派の武将が滅ぶと、ことが露見しそうになり、嘉吉元年（1441年）6月23日、足利義教の懲罰を怖れて逐電した。
結局、直後に起きた嘉吉の乱の混乱に紛れて、持長は追求も処罰もされなかったようだが、さすがに幕府への出仕は控え息子の持助を出仕させた。持長の院号である「長栄寺」は現在の西尾市東幡豆町森にある妙善寺の辺りにあったと言われ、本拠である東条の地ではなく離れた場所に営まれたのは持長の三河国隠棲を示すのではないかとされる。

## 系譜
- 父：吉良朝氏
- 母：不詳
- 妻：不詳
  - 男子：吉良持助
  - 次男：吉良頼高（奥州吉良氏・吉良頼氏の養子）